# 제주시험연구센터
제주시험연구센터는 제주특별자치도 내 공산품 수출업체의 경쟁력 향상 지원을 목적으로 제품의 성능 및 품질에 대한 연구 업무를 담당하는 대한민국 중소기업청 광주전남지방중소기업청 소속의 연구기관이다. 제주특별자치도 제주시 다라쿳길 15(월평동 299-1)에 위치하고 있다.

## 주요 업무
- 중소기업의 기술개발제품에 대해 성능검사를 거쳐 성능이 확인된 제품을 공공기관이 우선구매할 수 있도록 지원
- 공공기관에 납품하는 기술개발제품의 성능보험 운영